# Target Corporation
Target Corporation (NYSE: TGT) driver virksomhed under navnet Target og er en amerikansk detailhandelsvirksomhed med hovedsæde i Minneapolis i Minnesota. Virksomheden driver primært lavprisvarehuse og er den næststørste discountkæde i USA efter Walmart. På Fortunes Fortune 500-liste er den rangeret som nr. 38 (2012). Target havde i 2012 i alt 1.763 butikker i USA og fra 2013 åbnes også butikker i Canada.  Koncernens omsætning var i 2012 på 69,865 mia. US $, hvilket betød at den var blandt de ti største detailvirksomheder i verden. Target havde i 2012 365.000 medarbejdere.

## Butikskæder
Target Corporation  driver følgende butikskæder:
- Target er en kæde af discountbutikker med både noon food og et begrænset udvalg af fødevarer, butikkerne er typisk på 12.000 m2.
- PFresh er et nyt butiksdesign fra 2010 med noon food og fødevarer, butikkerne er omtrent samme størrelse som Target.
- Target Greatland er et butiksdesign med flere noon food varer end end Target og Pfresh, men et begrænset antal fødevarer. Butikkerne er omkring 14.000 m2, men er under udfasning og erstattes af enten Target eller Super Target butikker.
- Super Target er en hypermarkedskæde med butikker på ca. 16.200 m2
- Urban Target er et butikskoncept fra 2012 der består af butikker der sælger såvel noon food som fødevarer. Butikkerne er ca. 5.100 m2.

## Historie
Virksomheden er grundlagt i 1902 i Minneapolis som Dayton Dry Goods Company. Den første Target-butik åbnede i 1962 nær Roseville i Minnesota. Target voksede og blev til den største afdeling i Dayton Hudson Corporation, det kulminerede med at virksomheden i august 2000 skiftede navn til Target Corporation. 13. januar 2011 bekendtgjorde Target sine ekspansionsplaner til det canadiske marked. Target forventer at drive 100 til 150 butikker i Canada ved udgangen af 2013.